# Fibrillazione
Per fibrillazione si intende un'alterata contrattilità dei muscoli scheletrici. È un fenomeno caratterizzato dalla contrazione anomala, involontaria e asincrona di singole fibre muscolari ed è particolarmente frequente in caso di distruzione o danneggiamento dell'unità motoria della fibra muscolare; è l'espressione di una ipersensibilità del muscolo all'azione dell'acetilcolina che, pur in assenza di attività nervosa, può formarsi localmente, oppure essere trasportata nei distretti denervati attraverso il torrente circolatorio.
La fibrillazione non è osservabile a occhio nudo, non produce alcun movimento e non va confusa con la fascicolazione. Non assumendo alcuna espressione clinica, la fibrillazione è ben evidenziabile con l'ausilio dell'elettromiografia.

## Cardiologia

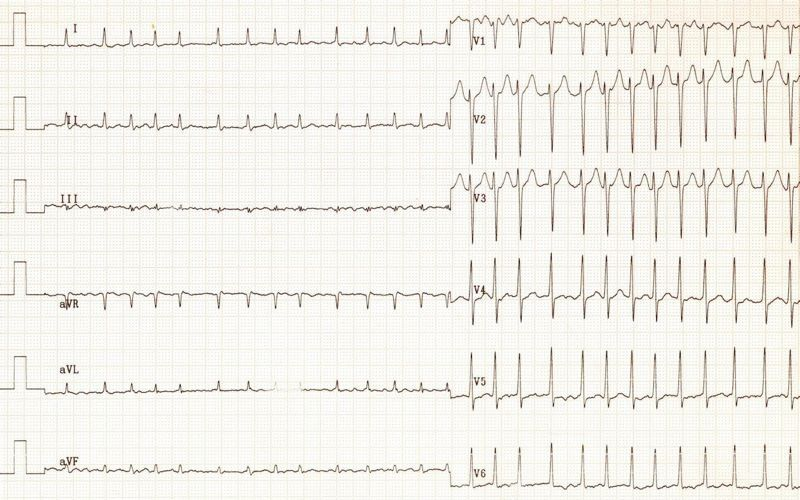
Elettrocardiogramma con segni di fibrillazione atriale

In cardiologia il termine assume il significato di attività patologica del cuore, caratterizzato da un'alterazione della normale contrattilità del muscolo cardiaco. 
Esistono due tipi di fibrillazione: atriale (FA) e ventricolare (FV), aritmie caratterizzate dalla contrazione rapida, scoordinata ed inefficiente rispettivamente degli atri e dei ventricoli. È possibile contrastare queste alterazioni tramite la defibrillazione elettrica o per mezzo di farmaci antiaritmici.
La fibrillazione atriale è un'aritmia che origina dagli atri: gli impulsi elettrici che danno luogo alla contrazione degli atri si attivano in maniera totalmente caotica e frammentaria dando origine a multipli fronti d'onda e a contrazioni disorganizzate e frammentarie. La fibrillazione ventricolare è una aritmia cardiaca, caotica che provoca contrazioni non coordinate dei ventricoli: la circolazione sanguigna si altera notevolmente, sino all'arresto cardiocircolatorio o alla morte se non si interviene con la cardioversione.